# Palacio del Cardenal Zapata
El palacio del Cardenal Zapata (en italiano, Palazzo del Cardinale Zapata o Palazzo Zapata) es un palacio monumental de Nápoles, Italia, ubicado en la plaza Trieste y Trento.
Fue erigido en el siglo XVII por el virrey español Antonio Zapata y Cisneros, y reestructurado por Carlo Vanvitelli en líneas neoclásicas por voluntad del médico Domenico Cotugno.
Fue la sede del poder virreinal durante las obras del cercano Palacio Real. Sucesivamente fue adquirido por el barón Girolamo Sarnelli, buen amigo del cardenal Zapata. El 12 de septiembre de 1720 nació en el Palacio el beato Gennaro Maria Sarnelli, misionero redentorista, hijo del barón Ciorani Angelo Sarnelli.
En el interior se encuentran notables decoraciones neoclásicas y del siglo XX, como el salón de recibo realizado por Giovan Battista Comencini en 1912. El segundo piso alberga el Círculo Artístico Politécnico, nacido por la fusión de la Sociedad de los Artistas, Círculo Forense y Círculo Politécnico. En la bóveda de la entrada del palacio había un gran fresco, hoy perdido, representando al pueblo de Avigliano, donde la familia Sarnelli poseía tierras y un gran palacio.
En el palacio del Cardenal Zapata está la sede del Museo Giuseppe Caravita Principe di Sirignano, dedicado a los artistas napolitanos de los siglos XIX y XX.